# 劉養貞
劉養貞，字念衡，四川邛州大邑县人，明末政治人物。

## 生平
天啓元年（1621年）辛酉科舉人，崇禎四年（1631年）辛未科進士。都察院观政，授漳州府推荐，六年降职，七年授江西按察司檢校，八年升湖广汉阳府推官，十二年升工部营缮司主事，十三年升虞衡司郎中，同年降职为兵部武选司主事。崇禎十七年（1644年），李自成破北京，崇禎帝自縊殉國。三月二十日，劉養貞在茶庵痛哭崇禎帝，未被追究。李自成失敗逃遁後，劉養貞隱姓埋名，賣卜都門，病逝北京。